# Carmina Burana
Za opero Carla Orffa glej Carmina Burana (opera).
Carmina Burana [kármina burána] (latinsko za Pesmi Beuerna, kar je krajše za Benediktbeuern) je zbirka 254 srednjeveško latinskih, redko srednjevisokonemških, starofrancoskih in provansalskih posvetnih pesmi in dramskih besedil, nastalih po letu 1220 in pred letom 1250. Besedila so našli kot rokopisni kodeks leta 1803 v Benediktinskem samostanu Benediktbeuern na južnem Bavarskem. Nekatere pesmi so opremljene z nevmami (znamenja srednjeveške notne pisave), vse pa so bile namenjene petju, nekatere celo plesu. Del besedil je izgubljen. Ohranjena so po temah: moralično-satirična, ljubezenska (teh je največ) in pivska oziroma kockarska (Vsemogočna Fortuna). V zadnem delu kodeksa so nabožne igre. Prvič so kodeks objavili leta 1847.
Avtorji iz izbirke Carmina burana so anomimni. Izjema je le Arhipoeta, o katerem je znanih le nekaj življenjskih podatkov in to, da je napisal pesem Arhipoetova tožba. Pesniki so bili vaganti (popotniki), šolani kleriki, ki so opustili univerzitetni študij in nastopali kot potujoči pevci. To poezijo zato imenujemo tudi vaganska lirika.